# 光蓮寺 (松阪市)
光蓮寺（こうれんじ）は、三重県松阪市豊原町にある浄土宗の寺院。

## 起源と歴史
- 1558年 - 1570年頃（永禄年間） - 和屋村（現在の松阪市和屋町）にあった七堂伽藍の大雷音寺の法電院、法雨院、善法寺、閑淨寺等が織田信長の兵火で焼滅。塔頭の薬師如来は灰燼に埋もれたが里人が信仰していた[1]。
- 1573年（天正元年） - 萬年山の麓に光蓮社照譽 正豊上人が迎えられ、織田信長の兵火より逃れた薬師如来を本尊として、正豐山光蓮寺が創設された[1]。
- 1603年（慶長7年） - 光蓮社照譽正豊上人、死去[1]。
- 1640年（寛永17年） - 曜蓮社日譽卓辧上人により現在の豊原町に遷寺[1]。
- 1603年（貞享元年） - 曜蓮社日譽卓辧上人、死去[1]。
- 1774年（安永3年） - 火災に遭う。誓譽遵益上人により再興[1]。
- 1794年（寛政6年） - 誘譽萬海上人が本堂を改築[1]。
- 1846年（弘化3年） - 再度火災に遭う。火災は1848年（弘化5年）とする書もある[1]。
- 1847年（弘化4年） - 謙譽上人が再建に着手[1]。
- 1882年（明治15年） - 重源が大仏殿を再建[1]。
- 1886年（明治19年）1月 - 住職・真野喃譽の申請で、棟梁・北村作十郎により脇門が設置された。念佛寺の表門・豊原学校通用門が移築されたもの[1]。

## その他
- 境内には江戸時代の儒学者奥田三角にまつわる石碑、書物などの史跡が多く残されている[1][2]。

## 交通
- 近鉄山田線・櫛田駅徒歩2分

## 寺院周辺
- 松阪市立揥水（ていすい）小学校
- 櫛田川